# Oblast' di Kaliningrad

Oblast' di Kaliningrad.

L'oblast' di Kaliningrad (in russo Калининградская область?, Kaliningradskaja oblast') è un'oblast' della Russia con un'estensione di 15 125 km² e con una popolazione di 1 018 624 abitanti, comprendente un territorio pianeggiante e uniforme, exclave della Federazione Russa tra la Lituania e la Polonia. Si affaccia sul Mar Baltico ed è attraversato dai fiumi Pregel e Nemunas. Con l'allargamento dell'Unione europea del 1º maggio 2004 confina interamente con Stati membri dell'Unione europea.

## Storia
L'oblast' di Kaliningrad comprende all'incirca la metà settentrionale dell'antica regione storica tedesca della Prussia Orientale (escluso il Territorio di Memel, passato alla RSS Lituana nel 1945).
Quando nel corso della propria offensiva verso Berlino alla fine della seconda guerra mondiale cominciò ad occupare la Prussia Orientale, l'Armata Rossa trovò un territorio quasi completamente spopolato a causa della fuga della popolazione autoctona tedesca, che temeva rappresaglie ed episodi di pulizia etnica da parte dell'Armata Rossa. La regione, precedentemente abitata da tedeschi per la quasi totalità e con piccole minoranze lituane, in pochi giorni si era letteralmente svuotata.
Ben presto le autorità sovietiche ribattezzarono dapprima la regione "oblast' di Kenigsberg" (Kenigsbergskaja oblast), per poi introdurre la denominazione attuale in seguito alla nuova denominazione del capoluogo Königsberg in Kaliningrad. Circa 2 280 località non vennero più ripopolate e sono pertanto o scomparse o ridotte a cumuli di rovine, mentre le rimanenti 2 520 vennero ripopolate con persone provenienti da varie regioni dell'Unione Sovietica, in gran parte Russi, e ribattezzate con nomi russi spesso senza alcuna correlazione con gli antichi toponimi originari, né tedeschi né lituani.
Vivono nell'oblast' di Kaliningrad solo 8 340 Tedeschi (lo 0,87% della popolazione), i quali hanno un proprio quotidiano in lingua tedesca, il Königsberger Express.

## Società

### Etnie e minoranze straniere
Questi sono i dati raccolti dal censimento effettuato nel 2010 dalle autorità russe.
- Russi 87,38%
- Ucraini 3,3%
- Bielorussi 3,25%
- Lituani 0,97%
- Armeni 0,92%
- Tedeschi 0,73%
- Tatari 0,45%
- Azeri 0,32%
- Polacchi 0,27%
- Uzbeki 0,23%
- Altri 1,68%
- Non hanno dichiarato nessuna appartenenza etnica 0,5%

## Economia

### Agricoltura
L'agricoltura (patate, barbabietole, orzo e segale), l'allevamento (bovini da latte e suini), la pesca e lo sfruttamento forestale sono le principali risorse dell'oblast'.

### Ambra
Nella regione si trovano numerosi giacimenti della famosa e pregiata ambra del Mar Baltico, che viene estratta da miniere a cielo aperto.

## Geografia antropica

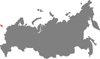
L'oblast' in Russia

### Suddivisioni amministrative

#### Rajon
L'oblast' di Kaliningrad comprende 13 rajon (fra parentesi il capoluogo; sono indicati con un asterisco i capoluoghi non direttamente dipendenti dal rajon ma posti sotto la giurisdizione dell'oblast):
- Bagrationovskij (Bagrationovsk)
- Černjachovskij (Černjachovsk)
- Gur'evskij (Gur'evsk)
- Gusevskij (Gusev)
- Gvardejskij (Gvardejsk)
- Krasnoznamenskij (Krasnoznamensk)
- Nemanskij (Neman)

- Nesterovskij (Nesterov)
- Ozërskij (Ozërsk)
- Polesskij (Polessk)
- Pravdinskij (Pravdinsk)
- Slavskij (Slavsk)
- Zelenogradskij (Zelenogradsk)

#### Città
I centri abitati dell'oblast' che hanno lo status di città (gorod) sono 21 (in grassetto le città sotto la diretta giurisdizione dell'oblast', che costituiscono una divisione amministrativa di secondo livello):
- Bagrationovsk
- Baltijsk
- Černjachovsk
- Gur'evsk
- Gusev
- Gvardejsk
- Kaliningrad
- Krasnoznamensk
- Laduškin
- Mamonovo
- Neman

- Nesterov
- Ozërsk
- Polessk
- Primorsk
- Pionerskij
- Pravdinsk
- Slavsk
- Sovetsk
- Svetlogorsk
- Svetlyj
- Zelenogradsk

#### Insediamenti di tipo urbano
I centri urbani con status di insediamento di tipo urbano sono invece 3 (al 1º gennaio 2010):
- Jantarnyj
- Primorsk
- Železnodorožnyj

## Città
La capitale Kaliningrad (430 300 abitanti), sita presso la foce del fiume Pregolja, è un grande porto commerciale unito da un canale al Mar Baltico. Per la sua importanza strategica fu "fortissimamente voluta" dai sovietici durante la seconda guerra mondiale. Fino al 1946 si chiamò Königsberg.
Altre città importanti sono:
- Sovetsk (50 000* abitanti), l'antica Tilsit;
- Gusev (35 000* abitanti), fino al 1946 nota col nome di Gumbinnen;
- Baltijsk (25 000* abitanti), importante base navale, l'antica Pillau;
- Zelenogradsk (15 000* abitanti), porto peschereccio sul Baltico, in ted. Cranz;
- Neman (18 000* abitanti), sul fiume omonimo con importanti industrie della carta e della cellulosa (ted. Ragnit).

## Le relazioni diplomatiche

### Le relazioni con l'Unione europea

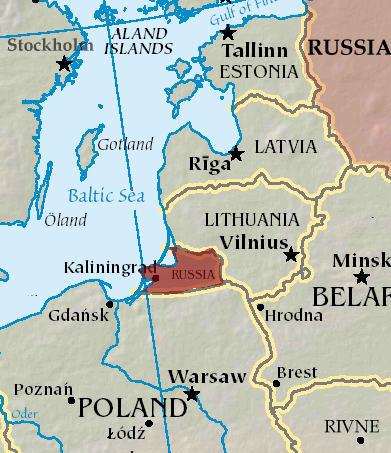
La posizione dell'oblast' di Kaliningrad rispetto al resto della Russia

In seguito all'adesione della Polonia e della Lituania all'Unione europea, l'exclave russa di Kaliningrad è stata al centro di negoziazioni diplomatiche tra la Russia e l'Unione. In effetti, in virtù degli accordi di Schengen, le frontiere dell'exclave, da luglio 2003, sono diventate frontiere esterne dell'Unione europea, rendendo dunque difficili i collegamenti diretti da Kalinigrad verso il resto della Russia.
Entrambe le parti hanno interesse a trovare un accordo. Le autorità russe vedono questa regione come una parte del loro territorio isolata dal resto della Russia ed in difficoltà economiche legate al riassestamento seguito alla caduta dell'URSS. La Polonia e la Lituania per conto della comunità europea dovrebbero onerosamente monitorare i loro confini verso l'exclave. Un accordo è stato concluso nell'aprile 2004 tra la Russia e l'Unione europea, riguardante l'esenzione dai dazi doganali per i flussi in transito attraverso il territorio lituano. Tale accordo permette di fatto un corridoio di collegamento di Kaliningrad con la Russia (via Bielorussia), mediante la rete stradale e quella ferroviaria lituana, che in Lituania ha lo stesso scartamento (scartamento largo di 1520 mm) dei territori bielorussi e russi.
Un accordo tra Russia e Polonia è stato firmato nel 2011 concernente la possibilità per tutti i residenti dell'oblast' di muoversi senza necessità di visto in un'area frontaliera della Polonia nord-orientale (incluse le città di Danzica, Elbląg e Olsztyn). Reciprocamente, circa due milioni di polacchi hanno ottenuto libertà di circolazione nell'oblast'. L'accordo, detto di local border traffic (LBT), prevede la possibilità di recarsi nel paese terzo per 30 giorni alla volta per massimo 90 giorni in totale all'anno, con un documento a rinnovo periodico. L'accordo ha necessitato la revisione di un regolamento UE sulla questione (normalmente lo status LBT è limitato a un'area di 30 o 50 km attorno al confine), garantendo lo status frontaliero per l'intera oblast' di Kaliningrad. A seguito di revisione del regolamento UE, l'accordo LBT è entrato in vigore il 27 luglio 2012.

### Le relazioni con la Lituania
I rapporti tra la Russia e la Lituania, a proposito dell'oblast' di Kaliningrad, sono talvolta tesi. Nel 2007, una guida turistica lituana ha riprodotto una cartina dell'Europa dove l'exclave russa è stata sostituita da un lago immaginario. L'editore ha descritto questo fatto come "errore tecnico". La Lituania non ha partecipato al negoziato sull'accordo LBT e si è detta non interessata alla semplificazione del regime dei visti.